# Helicodontium siambonense
Helicodontium siambonense är en bladmossart som beskrevs av C. Müller 1897. Helicodontium siambonense ingår i släktet Helicodontium och familjen Fabroniaceae. Inga underarter finns listade i Catalogue of Life.